# Verwaltungskostengesetz
Das Verwaltungskostengesetz des Bundes (kurz: VwKostG) war von 1970 bis 2013 das zentrale Gesetz, welches zur Erhebung von Gebühren und Auslagen im Rahmen der öffentlich-rechtlichen Verwaltungstätigkeit der Behörden des Bundes und der bundesunmittelbaren Körperschaften, Anstalten und Stiftungen des öffentlichen Rechts sowie der Länder und Gemeinden, soweit sie Bundesrecht ausführen, ermächtigte. 

## Geschichte
Weder das Deutsche Reich noch die Bundesrepublik in ihrer Anfangszeit unter dem Grundgesetz kannten eine allgemeine Regelung des Kostenrechts für die Reichs- bzw. Bundesebene. Vielmehr war es auch über die Weimarer Verfassung hinaus noch gängige Auffassung, die Kostendeckung der öffentlichen Hand sei originäre Aufgabe der Exekutive und unmittelbarer Annex zu deren Tätigkeit. Auch wenn vereinzelt der Gesetzgeber regelnd eingriff, entsprach dies noch eher dem Gesetzesvorrang als einem Parlamentsvorbehalt.  
Auch das Grundgesetz änderte hieran im Grundsatz nichts. Allerdings wurde hier erstmals der Parlamentsvorbehalt auch auf das Kostenrecht erstreckt. Gemäß Art. 80 GG kann zwar weiterhin die Bundesregierung oder einzelne Bundesminister für ihren Geschäftsbereich (auch) gebührenrechtliche Rechtsverordnungen erlassen. Sie bedürfen hierfür aber einer ausdrücklichen Ermächtigung durch ein formelles Gesetz des Bundesgesetzgebers, also des Bundestags.
Dies geschah nach 1949 für zahlreiche Bereiche, beispielsweise dem (damals noch staatseigenen) Postwesen, Eisenbahnwesen oder dem Wettbewerbsrecht. 
Mit zunehmender Komplexität des Wirtschaftslebens und der einhergehenden Betätigung des Bundes führte dies zu einer unübersichtlichen Vielzahl verschiedenster, wenig aufeinander abgestimmter Ermächtigungsgrundlagen für die nötigen Gebührenverordnungen. Dies führte schließlich auch zu Entscheidungen  des Bundesverfassungsgerichts, die einzelne Ermächtigungsgrundlagen mangels Bestimmtheit mit Art. 80 GG nicht vereinbar und daher nichtig erklärten. 
Der Gesetzgeber nahm dies 1970 zum Anlass, das komplexe Gebührenwesen des Bundes durch ein einheitliches Verwaltungskostengesetz auf eine übersichtliche und verständliche Grundlage zu stellen. Der ursprüngliche Gesetzesentwurf der Bundesregierung sah noch eine einheitliche Geltung für Bund und Länder vor. Nachdem dies vom Bundesrat mit Hinweis auf die fehlende (Annex-)Gesetzgebungskompetenz des Bundes (Art. 74 und 84 f. GG) bei originärem Landesverwaltungsrecht abgelehnt wurde, obwohl seine mit Zustimmung erforderlich war, führte eine durch den daraufhin angerufenen Vermittlungsausschuss herbeigeführte Beschränkung auf die Einrichtungen des Bundes und Landes- und Gemeindebehörden, soweit sie Bundesrecht ausführen, schließlich zu einer Einigung. Der Vermittlungsausschuss bestätigte  schließlich die am 22. April 1970 vom Bundestag beschlossene Fassung. Das Gesetz trat dann am Tage nach seiner Bekanntmachung im Bundesgesetzblatt zum 27. Juni 1970 in Kraft und bündelte damit erstmals die gesetzlichen Grundlagen zu den einzelnen Gebührenverordnungen des Bundes.

## Aufhebung und Fortgeltung
Am 15. August 2013 wurde das Verwaltungskostengesetz vom neuen Bundesgebührengesetz (BGebG) abgelöst. Einige Gesetze verweisen weiterhin auf den Gesetzestext in seiner bis zum Außerkrafttreten geltenden Fassung, z. B. § 33 Abs. 1 Nr. 4 Teilsatz 5 des Bundes-Immissionsschutzgesetzes (BImSchG).
Gemäß § 23 Abs. 1 BGebG gilt das Verwaltungskostengesetz für öffentliche Leistungen fort, die zum Stichtag des 15. August 2013 zwar beantragt oder begonnen, aber noch nicht abgeschlossen waren. Nach Abs. 2 gilt dies auch für einzelne Bestimmungen, soweit die  zu erhebenden Gebühren oder Auslagen auf einer Rechtsverordnung basieren, welche vor dem 15. August 2013 erlassen wurde. Da das BGebG einen Auftrag an die Bundesminister und -regierung enthält, Besondere Gebührenverordnungen für ihre Geschäftsbereiche zu erlassen, ist anzunehmen, dass Abs. 2 in Zukunft zunehmend gegenstandslos wird.

## Inhalt
Das Verwaltungskostengesetz war als bloße Ermächtigungsgrundlage für die der konkreten Gebührenerhebung zugrunde liegenden Gebührenverordnungen konzipiert und regelte daher nur die einheitlichen Rahmenbedingungen, die für jede Gebührenerhebung gelten sollten, sowie die Anforderungen an die Gebührenverordnungen. Als Oberbegriff für Gebühren und Auslagen wurde dabei Kosten gewählt.
In § 1 wurde zunächst der Anwendungsbereich auf die Erhebung von Gebühren und Auslagen der Behörden des Bundes und die bundesunmittelbaren Körperschaften, Anstalten und Stiftungen des öffentlichen Rechts, sowie jener der Länder und der Gemeinden, soweit sie Bundesrecht ausführen, festgelegt. Grundlegender gebührenverursachender Tatbestand war die Vornahme einer Amtshandlung. Ausgenommen waren bestimmte gesondert geregelte Bereiche, wie die Auswärtigen Angelegenheiten, das Gerichts- und Justizverwaltungswesen und die Finanzverwaltung.
Im folgenden Abschnitt wurden die Anforderungen an Gebührenverordnungen und die zu ihnen im Speziellen ermächtigenden Fachgesetze aufgestellt, so zum Beispiel die Gebührengrundsätze und Grenzen der Gebührenermächtigung.
Der dritte Abschnitt regelte die notwendigen Bestandteile und Merkmale des Gebührenerhebungs- und Beitreibungsverfahrens, wie die Begriffe des Gebührengläubigers, Gebührenschuldners, Entstehung, Festsetzung, Fälligkeit und Beitreibung, sowie Niederschlagung, Erlass, Gebührenbefreiung und Verjährung. Anders als das heutige BGebG sah das VwKostG nur einen fakultativen Säumniszuschlag vor.
Kostenentscheidungen wurden vom VwKostG für selbstständig neben der Sachentscheidung anfechtbar erklärt.

## Verhältnis zum Landesrecht
Da dem Bundesgesetzgeber nur eine Annexzuständigkeit für das Verwaltungsverfahren zusteht (und -stand) und zu jenem auch das Kostenrecht gehört, konnte das VwKostG nur insoweit das Kostenrecht der Länder regeln, als eine originäre Gesetzgebungskompetenz des Bundes in der zugrundeliegenden Sachfrage bestand. Öffentliche Leistungen, die aufgrund von originärem Landesrecht (vor allem Polizeirecht, Schulrecht, Gerichtswesen) unterlagen demnach nicht dem VwKostG, sondern weiterhin den einzelnen Kostengesetzen der Länder. Diese bestehen auch unter dem BGebG fort, soweit die Landesgesetzgeber nichts anderes beschließen.